# Mandevilla sellowii
Mandevilla sellowii là một loài thực vật có hoa trong họ La bố ma. Loài này được (Müll.Arg.) Woodson mô tả khoa học đầu tiên năm 1933.